# Wolf Christian von Schönberg
Wolf Christian von Schönberg (* 24. März 1727 in Budißin; † 26. Oktober 1786 in Zittau) war ein kurfürstlich-sächsischer Landeshauptmann der Oberlausitz sowie Rittergutsbesitzer.

## Leben
Er stammte aus der sächsischen Adelsfamilie von Schönberg und war der Sohn des Geheimen Kriegsrates Wolf Rudolph von Schönberg. Nachdem er zunächst Leutnant im Regiment Prinz Xaver war, erfolgte 1753 seine Ernennung zum Kriegsrat und 1756 zum Kriegskommissar der Oberlausitz. 1763 wurde Schönberg zum Landeshauptmann der Oberlausitz ernannt. Er besaß die Rittergüter Weicha und Arnsdorf. Seine Ehe blieb kinderlos.
In der Kreuzkirche in Zittau befindet sich sein Epitaph.